# تريفور ويشارت
تريفور ويشارت (بالإنجليزية: Trevor Wishart)‏ هو ملحن بريطاني، ولد في 11 أكتوبر 1946 في ليدز في المملكة المتحدة.

## وصلات خارجية
- الموقع الرسمي
- تريفور ويشارت على موقع ميوزك برينز (الإنجليزية)
- تريفور ويشارت على موقع ديسكوغز (الإنجليزية)